# Louis Boé
Louis Boé, né le 26 septembre 1908 à Hagondange et mort le 3 octobre 1944 à Charleville-sous-Bois, est un joueur et entraîneur de football français.

## Carrière
Natif de Hagondange, une ville minière de Moselle, Louis Boé commence le football au club local, l'Union Hagondange. En 1927, il rejoint le grand club de l'agglomération, le Cercle athlétique messin, dont la section football devient en 1932 le FC Metz avec l’avènement du football professionnel, et participe ainsi avec le club messin à la première édition du championnat de France. 
En 1933, alors que Metz a été relégué, il signe au SO Montpellier, club resté lui en première division, mais il peine à s'adapter. Il revient brièvement à Metz l'année suivante, alors que le FC Metz fusionne avec l'AS messine pour devenir le « Club des Sports de Metz », avant de rejoindre le Stade Malherbe Caen, nouveau pensionnaire de deuxième division. Il y casse pourtant son contrat avant même la fin du championnat, et revient dans la région messine. La saison suivante, il signe au FC Nancy, autre club de deuxième division.
En 1936, il revient finalement à l'Union Hagondange, en tant qu'entraîneur-joueur, pendant au moins trois saisons. Louis Boé meurt le 3 octobre 1944. Les circonstances ne sont pas décrites si ce n'est qu'il est « mort pour la France » avec un statut de victime civile,.